# Franjo Zavoreo
Franjo Zavoreo (Frane, Franco, Francesco), (Split ili Šibenik), 1749. – Zadar, 1822.), javni vještak, vojni inženjer, kartograf.

## Djelovanje
Bio je u vojnoj službi i postigao čin inženjerijskog satnika. Služio je u Mletačkoj Republici kao voditelj tehničkog odsjeka, te u Italiji i Austriji. Radio je na izgradnji cesta i mostova, na dovršenju gradskog sata i izgradnji groblja u Zadru te preuređenju Kneževe palače. Izgradio je zvonik skradinske crkve. U drugoj polovici 18. st. izbili su sporovi oko prava na ličke i primorske posjede na Velebitu. Izradio je kartu spornog područja s pašnjacima i državnim granicama. To je topografska karta mletačke strane južnog Velebita od Trstenice do izvora rijeke Zrmanje. Prema Markoviću (1993), težište prikaza usmjereno je na velebitsko nadgorje, gdje su se nalazili planinski pašnjaci. Budući da je mletačkoj vlasti u Dalmaciji bilo stalo da se nastali spor pravedno riješi, označio je tzv. slobodnu zonu na Velebitu, na koju su obje strane imale slobodan pristup. S Melchiorijem i Lodovicom Furlanettom izradio je topografsku kartu Dalmacije objavljenu pod naslovom Nuova carta topografica della provinzia di Dalmazia, divisa ne suoi territorij. Prema Markoviću (1993), obuhvaća širi pojas morske obale od Nina do Boke kotorske s jadranskim otocima, a prema sjeveru vide se pogranični krajevi prema turskoj Bosni. Karta daje realnu sliku stanja poznavanja Dalmacije toga vremena. Vidi se da nije provedena jedinstvena topografska izmjera Dalmacije. To je bila prva veća tiskom objavljena karta Dalmacije iz druge polovice 18. st. i smatrala se najboljom javnom i službenom kartom Dalmacije sve do pada Mletačke Republike. Prema toj karti Maksimilian de Traux izradio je plan Makarske. Od 1789. do 1792. Zavoreo je boravio u dolini Neretve i proučavao močvare za opsežan plan izgradnje ribnjaka, ali se to nije ostvarilo. Godine 1791. Zavoreo je u Zadru izradio kartu razgraničenja pod naslovom Disegno d una parte del Territorio di Knin adiacente al Triplo Confin, ed una parte della Morlaca, con le contermini localita confinati per servire di risschiarazone all imperfeto Broglione trovato. Izradio je topografsku kartu Nina. Kartu je precrtao prema istom nacrtu javnog mjernika Andrije Crivelarija, usporedivši je s izvornikom koji se nalazio u Zadarskom arhivu. Godine 1798. izradio je plan Šibenika pod naslovom Plan der Stadt und Festung Sebenico samt denen St. Ana, St. Zuvani und Baron woraus ersichtlich wie dieser Ort in Bezug des höchst nöthigen in Vertheidigungs-Stand herzustellen wäre um swlber als haltbar ansehen zu können. Karta razgraničenja i plan Šibenika čuvaju se u Hrvatskome državnom arhivu u Zagrebu. Prema nalogu providura Dandola izradio je 1808. veliku topografsku kartu Solina. Umirovljen je 1818. Objavio je djelo Memoria statistica sulla Dalmazia u kojem je dao topografski opis Dalmacije, stanje kopnenih i pomorskih putova, poljodjelstva, stočarstva, ribarstva, trgovine, običaje stanovništva itd.

## Djela
- Dissegno d’aviso della Montagna Morlacca dalli vertici al mare e fiume Zermagne, e dal Triplo Confine fino alla valle Tamnisca, 1:62 000.
- Nuova carta topografica della provinzia di Dalmazia, divisa ne suoi territorij; papir na platnu, u bojama, 121,5×43,5 cm (koautori: Melchiori i L. Furlanetto). Venecija 1787.
- Disegno d una parte del Territorio di Knin adiacente al Triplo Confin, ed una parte della Morlaca, con le contermini localita confinati per servire di risschiarazone all imperfeto Broglione trovato. 1791.
- Topografska karta Nina. 1793.
- Plan der Stadt und Festung Sebenico samt denen St. Ana, St. Zuvani und Baron woraus ersichtlich wie dieser Ort in Bezug des höchst nöthigen in Vertheidigungs-Stand herzustellen wäre um swlber als haltbar ansehen zu können. 1798.
- Velika topografska karta Solina, 221×60 cm. Pag 1808.
- Memoria statistica sulla Dalmazia. Venecija 1821.